# Commonwealth Bank Tennis Classic 2005
Il Commonwealth Bank Tennis Classic 2005 è stato un torneo di tennis giocato sul cemento. È stata l'11ª edizione del Commonwealth Bank Tennis Classic, che fa parte della categoria Tier III nell'ambito del WTA Tour 2005. Si è giocato al Grand Hyatt Bali di Bali, in Indonesia, dal 12 al 18 settembre 2005.

## Campionesse

### Singolare
Lindsay Davenport ha battuto in finale  Francesca Schiavone con il punteggio di 6–2, 6–4

### Doppio
Anna-Lena Grönefeld /  Meghann Shaughnessy hanno battuto in finale  Yan Zi /  Zheng Jie con il punteggio di 6–3, 6–3